# Казаш-ду-Соэйру
Ка́заш-ду-Соэ́йру (порт. Casas do Soeiro)  —  район (фрегезия) в Португалии,  входит в округ Гуарда. Является составной частью муниципалитета  Селорику-да-Бейра. По старому административному делению входил в провинцию Бейра-Алта. Входит в экономико-статистический  субрегион Бейра-Интериор-Норте, который входит в Центральный регион. Население составляет 501 человек на 2001 год. Занимает площадь 5,88 км².